# 脱欢 (察合札剌亦儿氏)
脱欢，蒙古帝国人物，察合札剌亦儿氏，忙哥撒儿的长子。
脱欢承袭万户。跟随蒙哥汗伐蜀。1259年，驻跸在清居山北，置酒大会诸王、驸马、百官。脱欢建议，南方烟瘴，应当北还。土地人民，交由官员治理。博爾朮的儿子孛栾台嘲笑脱欢胆怯，蒙哥于是不采纳他的建议。同年七月，蒙哥攻打合州钓鱼山，没有成功，死于军中。脱欢没有儿子。